# درسی درباره درس
درسی دربارهٔ درس کتاب است از پیر بوردیو، جامعه‌شناس و انسان‌شناس سرشناس فرانسوی.
این کتاب مخاطب را با دلایل وجودی جامعه‌شناسی و رسالت‌های آن و سازوکارهای آن‌ها آشنا می‌سازد.
این کتاب را ناصر فکوهی ترجمه کرده‌است که نشر نی در سال ۱۳۸۸ و در ۱۴۳ صفحه آن را به بازار کتاب ایران فرستاد. بخش دوم کتاب ترجمۀ فکوهی شامل پیوست‌های مختلفی دربارهٔ بوردیو می‌شود که فکوهی انتخاب و به کتاب افزوده‌است.

## پی‌نوشت
1. ↑  «درسی درباره درس». انسان‌شناسی و فرهنگ. ۱۹ اردیبهشت ۱۳۹۰. بایگانی‌شده از اصلی در ۱۵ مه ۲۰۱۱. دریافت‌شده در ۸ فروردین ۱۳۹۰.